# RESPECT the POWER OF LOVE
《RESPECT the POWER OF LOVE》（向愛致敬）是安室奈美惠以個人單獨名義在1999年3月17日發行的第13張單曲。

## 簡介
- 與產後復出第1張單曲《I HAVE NEVER SEEN》相隔約3個月的新單曲。
- 封面同樣於PV攝影現場拍攝。
- 本人出演的KOSE"VISEE"廣告歌曲與ASAHI飲品"nice One"廣告歌曲的雙商業搭配。歌曲廣告版本的編曲與原版本有少許不同。
- 本曲發售當天安室的母親遭殺害。當天原定的"nice One"記者發佈會亦緊急取消。受本事件影響，安室當時所有宣傳都暫停，直至事發12天後的3月29日於「HEY!HEY!HEY!」出演時說「讓大家擔心了」。2000年1月於自己的官方網站說了「當時真的很認真的考慮引退，幸好有各位歌迷溫暖的鼓勵才讓我支撐到現在」、「幸好當時唱的是RESPECT the POWER OF LOVE，一首很元氣的勵志歌曲。如果是其他歌曲肯定會哭的唱不下去吧」。
- 連續第5年出演「NHK紅白歌合戰」，與黑人福音合唱團一起穿著綠色服裝演唱了本曲。

## 收錄曲
作詞・作曲・編曲：小室哲哉
1. RESPECT the POWER OF LOVE (Straight Run)
2. RESPECT the POWER OF LOVE (NYC Uptown remix)
3. RESPECT the POWER OF LOVE (Instrumental)

Mixed by Eddie DeLena

track1&3 Additional production:Robert Arttibier & Gary Adante for Noisy Neighbors Productions

track2 Remix & Re-production: Roland Clark for Fantaskstick IV Productions

## 關連DVD
- 「filmography」（DVD）
- 「181920 films + filmography」（DVD）
- 「BEST CLIPS」（DVD）